# Bromölla (plaats)
Bromölla is de hoofdplaats van de gelijknamige gemeente Bromölla in het Zweedse landschap Skåne en de provincie Skåne län. De plaats heeft 7428 inwoners (2005) en een oppervlakte van 541 hectare. De plaats ligt aan het meer Ivösjön en door de plaats loopt de rivier de Skrabeån, de overige directe omgeving van de plaats bestaat uit voornamelijk bos en landbouwgrond.
Tot ongeveer 100 jaar geleden was Bromölla een kleine plaats met slechts een paar huizen. Er werd rond die tijd een groeve voor kalksteen in de plaats opgericht en daarna begon de plaats te groeien. Er werd ook keramiekindustrie in de plaats opgericht. In 1942 werd de stad een Köping (een soort plaats, die tussen een plaats en een stad in zit).

## Verkeer en vervoer
Bij de plaats lopen de E22 en Länsväg 116.
De plaats heeft een station aan de spoorlijn Kristianstad - Karlskrona.

## Geboren in Bromölla
- Inge Danielsson (1941-2021), voetballer
- Marcus Lantz (1975), voetballer en voetbalcoach
- Johanna Sjöberg (1978), zwemster
- Sanna Nielsen (1984), zangeres